# Даниелян, Армен Серёжаевич
Армен Серёжаевич Даниелян (арм. Արմեն Սերյոժայի Դանիելյան, 12 апреля 1975 — Ереван) — депутат парламента Армении.

## Биография
- 1993—1998 — Ереванский государственный университет. Юрист. Кандидат исторических наук. Член союза юристов (с 1998).
- 1998—1999 — усовершенствовался в институте конституционной и законодательной политики Венгрии. Преподавал в Ереванском государственном университете.
- 1999—2002 — член муниципального совета, затем председатель совета Ереванской общины «Эребуни», с 2000 — член общественной организации «Старейшины Армении».
- С 2003 — член учёного совета юридического факультета Ереванского государственного университета.
- 2003—2007 — депутат парламента. Член постоянной комиссии по государственно-правовым вопросам. Член совета защиты прав граждан при спикере парламенте. Член фракции «Республиканская партия Армении».
- 12 мая 2007 — избран депутатом парламента. Заместитель председателя комиссии по защите прав человека и общественным вопросам. Член партии «Республиканская партия Армении».

7 мая 2008 года Указом Президента Армении назначен заместителем Генерального прокурора Армении.
Автор более десятка научных статей и одной монографии.
Женат, имеет двоих детей.